# Campoletis australis
Campoletis australis là một loài tò vò trong họ Ichneumonidae.